# Влатко Вуковић Косача
Влатко Вуковић Косача (?–1392) био је војвода и господар Хума, те један од најбољих војвода краља Твртка I.
Влатко је владао Хумом у другој половини 14. вијека и на том мјесту је наслиједио свог оца великог војводу Вука, а од ближе родбине имао је брата Храну, чији га је син Сандаљ касније наследио. Био је један је од родоначелника властелинске породице Косача која је владала тим областима и најбољи војсковођа краља Стефана Твртка Првог Котроманића. Када су Турци предвођени пашом Лала Шахином (који је предводио Турке у Маричкој бици) продрли у Краљевину Босну 1388. године, Влатко им се супротставио 27. августа недалеко од Билеће и потукао их.
Помиње се као свједок у повељи краља Твртка од 10. априла 1378. године. Био је један од повјерљивих људи краља Твртка и посланик у преговорима са далматинским градовима и са Дубровником. Побиједио је турску војску предвођену пашом Лала Шахином 27. августа 1388. код Билеће. Битка се окончала потпуним поразом Османлија у коме се и сам Лала Шахин једва спасао бјекством, док су губици у српским редовима били незнатни. Нашао се на челу одреда који је краљ Срба, Босне послао кнезу Лазару и они су чинили лијево крило српске војске у Косовском боју које је било под ударом Бајазита Првог, из кога се вратио и извјестио о српској побједи. Влатко је са собом понио и један топ који је добио од свог сусједа Дубровачког кнеза, пошто се налазио у добрим односима са Дубровачком републиком и тај топ ће касније чинити једино српско артиљеријско оружје у Косовском боју. У боју је имао толико успјеха, да је краљу Твртку, у два маха, слао вијести о хришћанској побједи. По окончању боја вратио се у Краљевину Босну донијевши са собом вијест о српској побједи, на основу чега је Твртко слао извјештаје о великој хришћанској побједи у чију су славу звонила црквена звона у Паризу. У једном дубровачком спису о Косовском боју стоји:
1389, 15. јуна, на Видовдан, у уторак, беше битка између Срба и турскога цара. Од Срба су били: Лазар, српски краљ, Вук Бранковић и Влатко Вуковић, војвода. И би велика погибија и турска и српска, и мало их се вратило натраг; цар Мурат убијен би, а и српски краљ. Победе нису добили ни Турци ни Срби, јер је била велика погибија. Бој је био на Косову пољу.
Умро је 1392. године, а наслиједио га је братанац Сандаљ Хранић. На његовом гробу близу данашњег села Бољуни, недалеко од Стоца у Херцеговини налази се крст са натписом датиран у крај 15. вијека. На натпису стоји:
Асе лежи добри јунак и чоек Влатко Вуковић. Пише Семорад.

## Породично стабло
|  |                          |  |  |  |  |  |  |  |  |  |  |  |  |  |  |  |
|  | 2. Вук Косача            |  |  |  |  |  |  |  |  |  |  |  |  |  |  |  |
|  |                          |  |  |  |  |  |  |  |  |  |  |  |  |  |  |  |
|  |                          |  |  |  |  |  |  |  |  |  |  |  |  |  |  |  |
|  | 1. Влатко Вуковић Косача |  |  |  |  |  |  |  |  |  |  |  |  |  |  |  |
|  |                          |  |  |  |  |  |  |  |  |  |  |  |  |  |  |  |
|  |                          |  |  |  |  |  |  |  |  |  |  |  |  |  |  |  |
|  | 3.                       |  |  |  |  |  |  |  |  |  |  |  |  |  |  |  |
|  |                          |  |  |  |  |  |  |  |  |  |  |  |  |  |  |  |
|  |                          |  |  |  |  |  |  |  |  |  |  |  |  |  |  |  |